# Schizenterospermum grevei
Schizenterospermum grevei là một loài thực vật có hoa trong họ Thiến thảo. Loài này được Homolle ex Arènes miêu tả khoa học đầu tiên năm 1960.